# Eo đất Kra
Eo đất Kra là một dải đất hẹp chạy dài theo hướng Bắc-Nam, nối bán đảo Malay với lục địa châu Á. Phần phía Đông của eo đất Kra thuộc Thái Lan và trông ra vịnh Thái Lan. Phần phía Tây thuộc Myanma (vùng Tanintharyi) và trông ra biển Andaman.

## Địa lý
Về mặt địa chất, eo đất Kra có thể xem là đoạn trũng của một dãy núi chạy từ Hymalaya xuống bán đảo Malay. Phía Bắc đoạn trũng là dãy Phuket, còn ở phía Nam là dãy Titiwangsa. Chỗ hẹp nhất của eo đất này, tại nơi giữa vùng cửa sông Kra và vịnh Sawi, là 44 km và điểm cao nhất tại nơi này là 75 mét so với mặt biển.

## Lịch sử và kế hoạch thông kênh đào
Thời cổ, eo đất có tiếng là nơi khai quặng thiếc. Về mặt địa hình đây cũng tiện làm tuyến giao thương Đông-Tây giữa vịnh Thái Lan và biển Andaman. Năm 1677, người Pháp đã đưa ra ý kiến đào con kênh tại nơi hẹp nhất của eo đất này để thông hai biển Andaman và vịnh Thái Lan. Tuy nhiên, với kỹ thuật đương thời thì ý tưởng đó không thực hiện được. Năm 1773, để tăng cường khả năng phòng thủ đất nước từ phía biển Andaman, vua Rama I của Thái Lan đã sai em trai nghiên cứu kế hoạch đào một con kênh (kênh Kra), song kế hoạch này cũng không thành hiện thực. Đầu thế kỷ 18, công ty Đông Ấn Anh cũng có dự định đào một con kênh, song không tiến hành thực hiện. Năm 1882, Ferdinand de Lesseps, Tử tước xứ Lesseps, người đã chỉ huy đào kênh Suez, tới thăm eo đất Kra và hứa sẽ giúp đào kênh này. Tuy nhiên, vào năm 1897, Anh không muốn cảng Singapore bị mất ưu thế, nên đã cùng với Thái Lan ký một hiệp ước quyết định không đào kênh qua eo đất Kra.
Sang thế kỷ 20 năm 1973, Mỹ, Pháp, Nhật Bản và Thái Lan thỏa thuận sẽ dùng bom nguyên tử để đào kênh qua đây, nhưng kế hoạch cũng bị hủy bỏ, không thực hiện. Năm 2005 thì Trung Quốc ngỏ ý muốn hợp tác với Thái Lan tiến hành dự án đào kênh qua eo đất Kra với chi phí 20 tỷ đôla Mỹ.